# Bob-Weltmeisterschaft 1960
Die 19. Bob-Weltmeisterschaft wurde am 23. und 24. Januar im Zweierbob und nach einer wetterbedingten Verschiebung um eine Woche am 6. und 7. Februar 1960 im Viererbob auf der Pista olimpica im italienischen Cortina d’Ampezzo ausgetragen. Der italienische Bobpilot Eugenio Monti und sein Anschieber Renzo Alverà wurden erstmals Doppelweltmeister.

## Konstellation
Nachdem dass IOC auf seiner 55. Session im Mai 1959 in München aus mehreren Gründen den Antrag des internationalen Bobverbandes FIBT, 1960 einen Olympischen Bobwettbewerb in Ermangelung einer Bobbahn in Squaw Valley notfalls in Lake Placid durchzuführen, mit 35:21 Stimmen endgültig abgelehnt hatte. wurde nun ein verbandseigener Beschluss umgesetzt. Bei der letztjährigen Bob-Weltmeisterschaft in St. Moritz hatte die FIBT beschlossen, im Falle von nicht stattfindenden Bobwettbewerben bei den Olympischen Winterspielen in Squaw Valley 1960 zum gleichen Zeitpunkt eine Weltmeisterschaft auf der Olympischen Bobbahn im italienischen Cortina d’Ampezzo auszutragen. Da als ein Ablehnungsgrund seitens des IOC auch die recht geringe Zahl an teilnehmenden Verbänden, die Bobteams nach Squaw Valley entsenden wollten, angeführt wurde, legte die FIBT für Cortina ein besonderes Augenmerk auf eine möglichst große Zahl an Teilnehmern, um die Aufnahme des Bobsport in das Wettkampfprogramm bei Olympischen Winterspielen wieder beantragen zu können. Letztlich gelang dies mit 12 Teilnehmerländern auch, darunter befand sich mit Argentinien auch eine Nation, die schon seit längerer Zeit bei Weltmeisterschaft nicht mehr gesehen worden war.
Darüber hinaus ging in Cortina innerhalb der FIBT eine Ära zu Ende. Der seit der Gründung der FIBT amtierende Präsident Renaud de la Frégeolière trat, mittlerweile 73-jährig, nicht mehr zu einer Wiederwahl an. Nach seiner Wahl zum Ehrenpräsidenten wurde der Italiener Amilcare Rotta, rühriger Organisator der WM in Cortina, von acht der 13 anwesenden Mitgliedsverbände gewählt. Der mit großen Hoffnungen ins Rennen gegangene bisherige FIBT-Vizepräsident Albert R. Mayer aus der Schweiz konnte nur fünf Stimmen auf sich vereinigen. Zu neuen Vizepräsidenten wurden gewählt: Heinz Cattani (Schweiz), Ernst Stürer (Österreich) Marcel Leclef (Belgien) und Stanley Benham (USA) Darüber hinaus bekam nach mehreren Anläufen Lake Placid zum zweiten Mal nach 1949 den Zuschlag zur Ausrichtung der Bob-Weltmeisterschaften für das Jahr 1961. Für 1962 war es vorgesehen, die für die 1964 in Innsbruck stattfindenden Olympischen Winterspiele zu bauende Bobbahn in Igls als Austragungsort der Bob-WM zu wählen.

## Zweierbob
An den Trainingstagen gab es keine ausgemachten Favoriten, die Bobs von Monti, Schelle, Zardini oder auch Aste fuhren immer wieder auf vordere Plätze. Nach der Auslosung der Startnummern wurde folgende Startreihenfolge bekannt gegeben:
- 1. Lauf Nummern 1-19
- 2. Lauf Nummern 11-19 und 1-10
- 3. Lauf Nummern 19-1
- 4. Lauf Nummern 10-1 und 19-11.

Hinzu kamen noch die zweiten Bobs aus Spanien, Argentinien, Schweden, Belgien und Polen, die auf Grund ihrer Trainingsleistungen nach den 19 Bobs starteten und quasi außer Konkurrenz fuhren 1. Somit gingen insgesamt 24 Bobs aus 11 Nationen an den Start. Zudem hatten die Organisatoren unter der Federführung von Amilcare Rotta dafür gesorgt, dass alle Teams mit Podar-Bobs ausgestattet wurden, um gleiche Ausgangsbedingungen zu schaffen. Dennoch zeigten die Hausherren Monti/Alvera gleich bei ihrer ersten Fahrt der Konkurrenz die Grenzen auf. Mit über einer halben Sekund Vorsprung fuhren sie Laufbestzeit. Dahinter entbrannte aber ein spannender Kampf zwischen den Bobs von Benham, Zardini und den zwei deutschen Startern. Bei steigenden Temperaturen und damit weicherer Bahn beherrschten die Titelverteidiger auch im zweiten Lauf die Konkurrenz und führten so bereits nach dem ersten Tag mit über anderthalb Sekunden Vorsprung das Klassement an. Dahinter war aber noch nichts entschieden, zu gering waren die Unterschiede zwischen den Bobs von Altmeister Stan Benham, Sergio Zardini und den deutschen Piloten Rösch und Schelle.
Am zweiten Wettkampftag wurde das Klassement im vorderen Bereich noch einmal kräftig durcheinander gewirbelt. Zwar reichte den Italienern Monti/Alvera die drittbeste Zeit, um weiterhin souverän mit über einer Sekunde Vorsprung die Führung zu behaupten, aber dahinter gab es kräftige Verschiebungen. Das deutsche Duo Schelle/Göbl fuhr Laufbestzeit und schob sich dadurch auf den zweiten Platz vor. Nur eine Zehntel dahinter lagen nun Zardini/Alberti, die mit der zweitbesten Laufzeit Benham/Pandolph auf den undankbaren vierten Platz verdrängt hatten. Allerdings waren beide Bobs nur durch vier Zehntel getrennt, so dass der amerikanische Altmeister noch berechtigte Medaillenhoffnungen hegen konnte. Pech hatte der nach dem ersten Wettkampftag noch auf Platz 10 gelegene Bob Spanien I. Nach einer Panne mussten die Iberer nach dem dritten Lauf aufgeben.
Im Finaldurchgang gingen von den Medaillenaspiranten Schelle/Göbl als Erste an den Start. Mit der am Ende zweitschnellsten Laufzeit hatten sie sowohl Zardini/Alberti als auch Benham/Pandolph vor große Aufgaben gestellt. Zumindest die Amerikaner gingen nochmals volles Risiko und fuhren Laufbestzeit. Allerdings gelang es Zardini/Alberti mit der drittbesten Zeit, Bronze noch zu retten, wenn auch mit dem winzigen Vorsprung von acht Hundertsteln. Die viertbeste Laufzeit reichte letztlich den Titelverteidigern Monti/Alvera, erstmals vor heimischer Kulisse den Weltmeistertitel im Zweierbob feiern zu können. Insgesamt war es ihr vierter Titel in Folge, eine bis dahin einmalige Leistung.
| Platz | Nr. | Land   | Sportler                                | 1. Lauf | 2. Lauf | 1. Tag  | 3. Lauf | 4. Lauf | Gesamt  |
| ----- | --- | ------ | --------------------------------------- | ------- | ------- | ------- | ------- | ------- | ------- |
| 1     | 1   | ITA II | Eugenio Monti Renzo Alverà              | 1:18,64 | 1:19,05 | 2:37,69 | 1:19,51 | 1:20,33 | 5:17,54 |
| 2     | 3   | FRG I  | Franz Schelle Otto Göbl                 | 1:19,30 | 1:20,12 | 2:39,42 | 1:19,10 | 1:20,15 | 5:18,66 |
| 3     | 16  | ITA II | Sergio Zardini Luciano Alberti          | 1:19,24 | 1:20,04 | 2:39,28 | 1:19,34 | 1:20,32 | 5:18,94 |
| 4     | 2   | USA I  | Stanley Benham Charles Pandolph         | 1:19,23 | 1:19,98 | 2:39,21 | 1:19,81 | 1:19,98 | 5:19,00 |
| 5     | 11  | SUI II | Hans Zoller Werner Thurnheer            | 1:20,19 | 1:20,35 | 2:40,54 | 1:19,58 | 1:20,88 | 5:21,00 |
| 6     | 4   | AUT II | Paul Aste Heinz Isser                   | 1:20,06 | 1:21,18 | 2:41,24 | ?       | ?       | 5:22,14 |
| 7     | 12  | FRG II | Hans Rösch Hans Baumann                 | 1:19,81 | 1:20,23 | 2:40,04 | ?       | ?       | 5:22,85 |
| 8     | 9   | USA II | Fredrick Fortune Jack Young             | 1:20,43 | 1:22,45 | 2:42,88 | 1:20,98 | 1:20,74 | 5:24,50 |
| 9     | 5   | SUI I  | Max Angst Gottfried Kottmann            | 1:20,27 | 1:21,55 | 2:41,82 | 1:20,26 | 1:21,73 | 5:24,96 |
| 10    | 7   | GBR I  | Henry Taylor Robin Dixon                | 1:20,65 | 1:20,52 | 2:42,17 | ?       | ?       | 5:26,09 |
| 11    | 19  | AUT I  | Franz Isser Josef Isser                 | 1:21,58 | 1:21,37 | 2:42,95 | ?       | ?       | 5:26,44 |
| 12    | 13  | BEL I  | Marcel Leclef Yves Metz                 | 1:22,35 | 1:21,08 | 2:43,43 | ?       | ?       | 5:27,56 |
| 13    | 6   | GBR II | Anthony Nash Andrew Hedges              | 1:21,80 | 1:22,59 | 2:44,39 | ?       | ?       | 5:27,82 |
| 14    | 15  | CAN II | Lamont Gordon Gary Van Vest/Oglivy      | 1:21,43 | 1:21,32 | 2:42,75 | ?       | ?       | 5:27,83 |
| 15    | 17  | POL I  | Stefan Chiapala Josef Zsymanski         | 1:20,84 | 1:22,69 | 2:43,53 | ?       | ?       | 5:27,87 |
| 16    | 10  | SWE I  | Gunnar Åhs Erik Aronsson                | 1:21,54 | 1:22,85 | 2:44,39 | ?       | ?       | 5:28,78 |
| 17    | 18  | CAN I  | Victor Emery Purvis McDougall           | 1:22,35 | 1:22,64 | 2:44,99 | ?       | ?       | 5:29,77 |
| 18    | 14  | ARG I  | Hector Tomasi Roberto Bordeau/Jorge Gay | 1:23,97 | 1:24,45 | 2:48,42 | ?       | ?       | 5:37,78 |
| -     |     | ESP I  | Sartorius Salcedo                       | 1:21,50 | 1:21,03 | 2:42,53 | ?       | DNF     | DNF     |

## Viererbob
Der Weltmeisterschaft bei den großen Schlitten wurde zunächst ein Opfer der Witterungsbedingungen. So hatte bereits ab dem 26. Januar, dem Dienstag vor dem Austragungswochenende, eine feuchte Warmluftströmung für Dauerregen und tagsüber für Temperaturen weit über dem Gefrierpunkt gesorgt. Ein Training war unter diesen Umständen zunächst nicht möglich. Am 29. Januar 1960 stimmten dann 10 von 11 Nationen dem Juryvorschlag zu, die Vierer-WM um eine Woche auf den 6. und 7. Februar 1960 zu verschieben. Lediglich der schwedische Verband stimmte dagegen. In der Folge blieben einige Mannschaften in Cortina, andere trainierten in St. Moritz. Nach zwei kalten Nächten zu Wochenbeginn konnte der Eismeister die Bahn in Corina wieder in einen guten Zustand versetzen. Am Mittwoch, dem 3. Februar 1960 konnte daher das Training wieder beginnen, an dem die abgereisten Argentinier und Schweden nicht mehr teilnahmen. Im Training fuhr vor allem der Italiener Zardini mit seiner Crew die schnellsten Zeiten. Während im Zweierbob nur noch Podar-Schlitten gefahren wurden, nutzte Stan Benham im Vierer die erfolgreiche Eigenkonstruktion von Arthur Tyler, mit der der Amerikaner im Vorjahr Weltmeister geworden war. Am 5. Februar 1960 wurden die Startnummern ausgelost und die folgende Startreihenfolge der 15 teilnehmenden Bobs festgelegt:
- 1. Lauf Nummern 1-15
- 2. Lauf Nummern 8-15 und 1-7
- 3. Lauf Nummern 15-1
- 4. Lauf Nummern 8-1 und 15-9.[13]

Am ersten Wettkampftag ließ bereits die an zweiter Stelle gestartete Crew von Paul Aste aus Österreich aufhorchen, insgesamt fuhren sie die fünftschnellste Laufzeit. Laufbestzeit fuhr zur Überraschung der Zuschauer der Bob von Hans Rösch, dem auch etwas überraschend der Bob von Max Angst folgte. Erst danach folgten die zwei italienischen Bobs, von denen vor allem Sergio Zardini nach seinen guten Trainingsergebnissen auf seinen ersten Weltmeistertitel hoffte. Ein anderer Medaillenanwärter hatte hingegen schon fast alle Chancen verspielt. Stan Benham fuhr mit über einer Sekunde Rückstand nur die achtschnellste Zeit. Diesen Rückstand konnte er auch im zweiten Lauf kaum verringern, so dass Benham nach dem ersten Tag über anderthalb Sekunden hinter dem führenden Bob von Hans Rösch lag. Der Münchener fuhr im zweiten Lauf zwar nur die fünftschnellste Zeit, lag dabei aber nur 36 Hundertstel hinter dem Laufbesten Monti. Durch diese geringen Zeitabstände lagen in dem nunmehr sehr spannenden Wettbewerb nach dem ersten Tag zwischen Rösch an Platz eins und Max Angst an Platz vier nur 22 Hundertstel Abstand. Erst danach gab es eine größere Lücke.
Der zweite Wettkampftag begann mit einem Paukenschlag. Der als dritter Bob gestartete Lokalmatador Eugenio Monti fuhr neuen Bahnrekord, der ihm am Ende des dritten Laufs zur zwischenzeitlichen Führung verhalf. Nunmehr führte Monti mit 19 Hundertsteln vor Rösch. Der Münchner fuhr hinter den überraschend starken Bob von Franz Schelle die drittbeste Laufzeit. Mit der nur fünftbesten Zeit rutschte Sergio Zardini aus den Medaillenrängen. Allerdings trennten ihn vom nunmehr Drittplatzierten Max Angst nur ganze fünf Hundertstel, so dass der letzte Lauf vor allem im Kampf um die Bronzemedaille nochmals Hochspannung versprach. Als erster Bob der vier Medaillenanwärter ging der von Rösch auf die Bahn, mit der zweitschnellsten Laufzeit lag er am Ende nur eine Hundertstel hinter dem neuen Weltmeister Eugenio Monti. Im Duell Angst-Zardini hatte der Schweizer auf der immer weicher werdenden Bahn mit einem früheren Start einen kleinen Vorteil, Zardinis Bob fuhr als letzter Bob überhaupt die Bahn hinunter. Am Ende lagen auch hier beide Bobs nur eine Hundertstel auseinander, was Bronze für Max Angst und den undankbaren vierten Platz mit nur sechs Hundertstel Rückstand für Zardini bedeutet.
Erstmals seit Andreas Ostler 1951 gab es mit Eugenio Monti wieder einen Doppelweltmeister, es war sein insgesamt fünfter WM-Titel. Nach zwei Jahren medaillenloser Durststrecke gewannen Schweizer Bobs auch wieder eine Medaille. Zu den Verlieren gehörten die Amerikaner, die mit den Plätzen 8 und 13 weit hinter ihren Erwartungen blieben.
| Platz | Nr. | Land   | Sportler                                                        | 1. Lauf | 2. Lauf | 1. Tag  | 3. Lauf | 4. Lauf | Gesamt  |
| ----- | --- | ------ | --------------------------------------------------------------- | ------- | ------- | ------- | ------- | ------- | ------- |
| 1     | 13  | ITA II | Eugenio Monti, Furio Nordio Sergio Siorpaes, Renzo Alverà       | 1:16,40 | 1:16,61 | 2:33,01 | 1:15,44 | 1:16,30 | 5:04,75 |
| 2     | 6   | FRG II | Hans Rösch, Alfred Hammer, Theodor Bauer, Albert Kandlbinder    | 1:15,86 | 1:16,97 | 2:32,83 | 1:15,81 | 1:16,31 | 5:04,95 |
| 3     | 4   | SUI II | Max Angst, René Kuhl Hans Hirschbühl, Gottfried Kottmann        | 1:16,10 | 1:16,95 | 2:33,05 | 1:15,91 | 1:16,55 | 5:05,51 |
| 4     | 9   | ITA I  | Sergio Zardini, ? ?, ?                                          | 1:16,30 | 1:16,64 | 2:32,94 | 1:16,07 | 1:16,56 | 5:05,57 |
| 5     | 14  | FRG I  | Franz Schelle, Hartl Geiger Josef Sterff, Otto Göbl             | 1:17,04 | 1:16,85 | 2:33,89 | 1:15,75 | 1:17,17 | 5:06,81 |
| 6     | 2   | AUT I  | Paul Aste, ? ?, ?                                               | 1:16,43 | 1:17,97 | 2:34,40 | 1:17,16 | 1:17,13 | 5:08,69 |
| 7     | 1   | ESP    | Vicente Sartorius, ? ?, ?                                       | 1:17,21 | 1:17,58 | 2:34,79 | 1:17,09 | 1:17,14 | 5:09,02 |
| 8     | 10  | USA I  | Stanley Benham, Garry Sheffield Jerry Tennant, Charles Pandolph | 1:17,09 | 1:17,50 | 2:34,59 | 1:17,22 | 1:17,86 | 5:09,67 |
| 9     | 8   | SUI I  | Hans Zoller, Hans Rinderknecht Ernst Rutz, Werner Thurnheer     | 1:16,97 | 1:18,02 | 2:34,99 | 1:17,62 | 1:17,74 | 5:10,55 |
| 10    | 3   | GBR I  | Henry Taylor, ? ?, ?                                            | 1:16,98 | 1:17,87 | 2:34,85 | 1:17,06 | 1:18,10 | 5:10,61 |
| 11    | 15  | GBR II | Michael Howard, ? ?, ?                                          | 1:18,00 | 1:18,40 | 2:36,40 | 1:18,05 | 1:18,38 | 5:12,83 |
| 12    | 11  | AUT II | Erwin Thaler, ? ?, ?                                            | 1:18,39 | 1:18,05 | 2:36,44 | 1:17,57 | 1:18,87 | 5:12,88 |
| 13    | 7   | USA II | Jerry O'Toole, Robert Cloninger, Charles Muniz, Robert Wilkins  | 1:18,24 | 1:18,34 | 2:36,58 | 1:17,56 | 1:19,01 | 5:13,15 |
| 14    | 5   | CAN    | Victor Emery? ?, ?                                              | 1:18,69 | 1:19,03 | 2:37,72 | 1:17,80 | 1:18,22 | 5:13,74 |
| 15    | 12  | POL    | Stefan Ciapala, ? ?, ?                                          | 1:18,23 | 1:18,72 | 2:36,95 | 1:18,49 | 1:19,49 | 5:14,93 |

## Medaillenspiegel
| Platz | Land           | Gold | Silber | Bronze | Gesamt |
| ----- | -------------- | ---- | ------ | ------ | ------ |
| 1     | Italien        | 2    | 0      | 1      | 3      |
| 2     | BR Deutschland | 0    | 2      | 0      | 2      |
| 3     | Schweiz        | 0    | 0      | 1      | 1      |